# 1234 Elyna
Elyna (asteroide 1234) é um asteróide da cintura principal com um diâmetro de 25,7 quilómetros, a 2,7285193 UA. Possui uma excentricidade de 0,0936771 e um período orbital de 1 907,92 dias (5,22 anos).
Elyna tem uma velocidade orbital média de 17,1660623 km/s e uma inclinação de 8,52416º.
Esse asteroide foi descoberto em 18 de Outubro de 1931 por Karl Reinmuth.